# Radeon R500

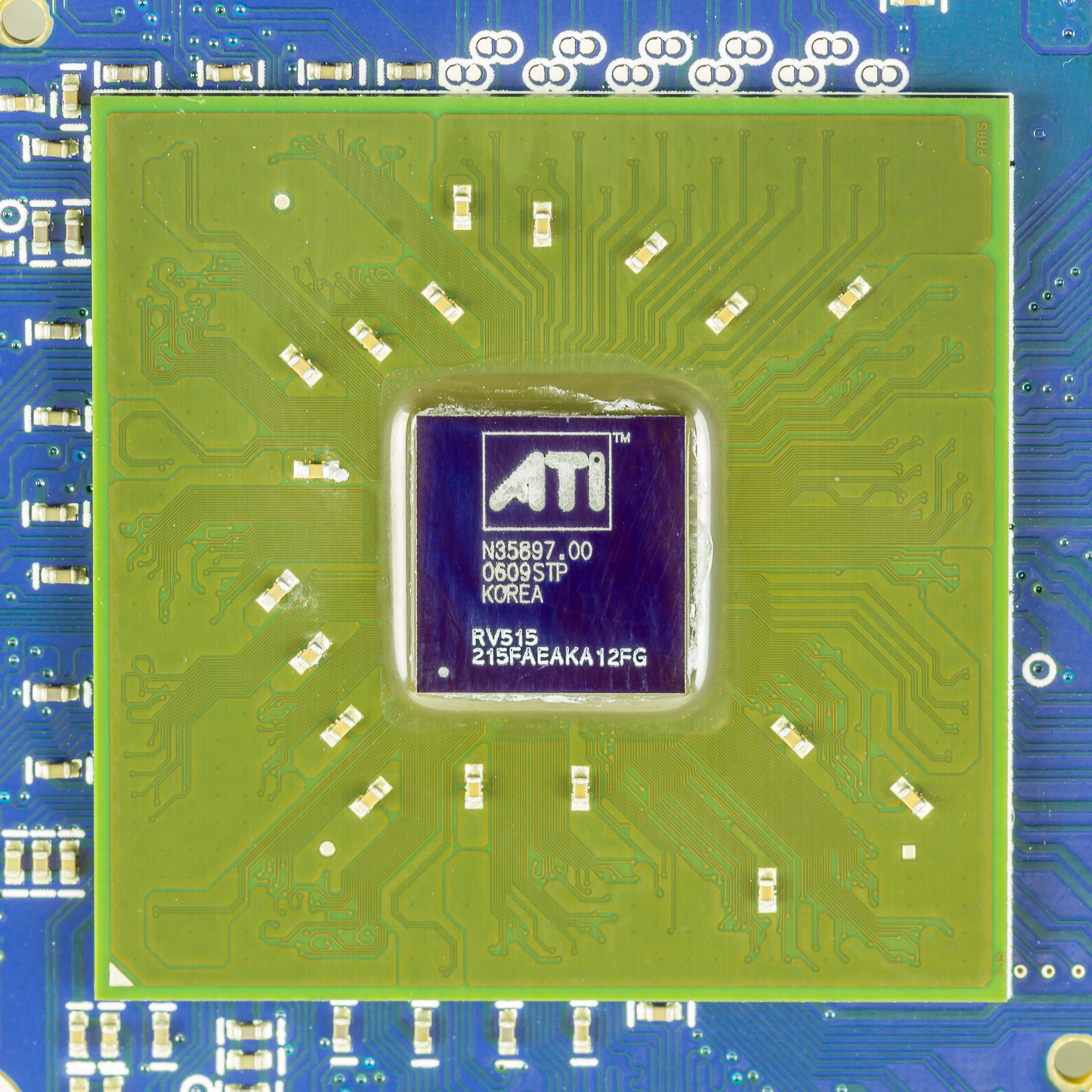
RV515

La série Radeon R500 est la série de processeurs graphiques produits par ATI pour les cartes graphiques Radeon de la série X1000, qui succède à la série Radeon R400.
Les différents processeurs sont :
- RV505/RV515/RV516/RV550 (Radeon X1300/X1400/X1500/X2300)
- R520 (Radeon X1800)
- RV530/RV560 (Radeon X1600/X1650/X1700)
- RV570/R580 (Radeon X1900/X1950)